# Pokémon Pinball
Pokémon Pinball (ポケモンピンボール Pokemon Pinbōru?) es un videojuego de pinball basado en Pokémon Rojo y Azul, desarrollado por Jupiter y distribuido por Nintendo para Game Boy Color. En él, una Poké Ball hará el función de bola con la que capturar a los Pokémon que vayan apareciendo. La mayoría de los objetos que aparecen en cada tablero están relacionados con Pokémon.

## Objetivos
Al igual que cualquier juego de pinball, el principal objetivo es el de conseguir el mayor número de puntos posible usando los diferentes elementos de cada tablero y el mayor número de combinaciones posible con una misma bola. "Pokémon Pinball", además, tiene un objetivo secundario indirecto el cual es, al igual que en Pokémon Rojo y Azul, "hacerse con todos" los Pokémon mientras se va completando poco a poco la Pokédex (en total 151 pokémon). La Pokédex guarda los datos de los Pokémon capturados en cada partida, pudiendo de esta manera conseguirlos todos en varias partidas sin necesidad de hacerlo en única partida, ya que entonces resultaría bastante costoso y pesado.

## Modo de Juego

### Modo de Captura
Cuando el Modo de Captura está activado, aparece un crónometro con 2 minutos que empiezan a correr, dando la oportunidad de capturar un Pokémon en el centro del tablero. Una vez activado, hay que golpear los "bumpers" 3 veces. El primer golpe desbloqueará 1/6 cuadros de la imagen del Pokémon actual a capturar, el segundo desbloquea 3 cuadros más y el último los dos faltantes.. Cada vez que se complete la imagen, el Pokémon aparecerá en medio del tablero, el cual será capturado una vez golpeado 3 veces seguidas. Si finalmente no se capturase, la Pokédex registrará únicamente la imagen del Pokémon, pero no la descripción del mismo.

### Modo de Evolución
Cuando el Modo de Evolución es activado, aparece un cronómetro con 2 minutos que empiezan a correr, dando la posibilidad de poder evolucionar a uno de los Pokémon que se hayan capturado anteriormente en la misma partida y conseguir así un nuevo Pokémon. Esta es la única manera de completar totalmente la Pokédex. Cada vez que se seleccione un Pokémon para evolucionarlo, se deben conseguir 3 objetos ("Exp." o diferentes piedras) esparcidos por todo el tablero. Hay 5 en total, pero 3 son suficientes para poder hacer evolucionar al Pokémon. Una vez conseguidos los 3 objetos, un agujero aparecerá en medio del tablero. Meter la Poké Ball por ese agujero será el último paso para que finalmente el Pokémon evolucione.

### Tableros
Existen dos tableros distintos en el juego, uno rojo y otro azul. Cada uno de los tableros tiene detalles y elementos diferentes del otro.
Cada tablero contiene diferentes "lugares" o "áreas", los cuales determinan la aparición de distintos Pokémon a capturar en cada uno de ellos. Para poder cambiar de un lugar o área a otro diferente hay que adquirir ciertos requisitos del tablero. Una vez conseguidos, cuando se va a acceder a un área distinta de la que se encuentra en el momento, van apareciendo localizaciones diferentes aleatoriamente, y tras pulsar el botón A permanece una fija que es a la que se accede.

#### Localización de los Pokémon
Tablero Rojo
- Pueblo Paleta (Pallet Town): Charmander, Rattata, Nidoran (macho) y Poliwag
- Bosque Verde (Viridan Forest): Weedle, Pidgey y Pikachu
- Ciudad Plateada (Pewter City): Spearow, Jigglypuff, Ekans y Magikarp
- Ciudad Celeste (Cerulean City): Oddish, Mankey, Jynx y Abra
- Ciudad Carmín: Playa (Vermilion City: Seaside): Shellder, Drowzee, Krabby, Ekans y Farfetch'd
- Monte Roca (Rock Mountain): Voltorb, Diglett y Mr. Mime
- Pueblo Lavanda (Lavender Town): Gastly, Magnemite, Cubone, Electabuzz y Zapdos
- Carril Bici (Cycling Road): Spearow, Doduo, Magikarp, Lickitung y Snorlax
- Zona Safari (Safari Zone): Paras, Rhyhorn y Chansey
- Islas Espuma (Seafoam Islands): Horsea, Staryu, Seel y Articuno
- Isla Canela (Cinnabar Island): Ponyta, Koffing, Tangela, Growlithe, Omanyte y Kabuto
- Meseta Añil (Indigo Plateau): Machop, Onix y Ditto
- Ciudad Verde (Viridan City): Squirtle, Nidoran (macho) y Bulbasaur

Tablero Azul
- Bosque Verde (Viridian Forest): Caterpie, Weedle, Pidgey, Rattata y Pikachu
- Mt. Moon: Zubat, Paras y Clefairy
- Ciudad Celeste (Cerulean City): Bellsprout, Meowth, Jynx y Abra
- Ciudad Carmín: Calles (Vermilion City: Streets): Shellder, Drowzee, Krabby, Farfetch'd y Sandshrew
- Monte Roca (Rock Mountain): Diglett, Voltorb y Mr. Mime
- Ciudad Azulona (Celadon City): Mankey, Meowth, Abra, Oddish, Clefairy, Dratini, Eevee y Porygon
- Ciudad Fucsia (Fuchsia City): Krabby, Magikarp, Goldeen, Venonat, Kangashan y Exeggcute
- Zona Safari (Safari Zone): Doduo, Nidoran (hembra), Dratini, Tauros, Rhyhorn, Pinsir y Chansey
- Ciudad Azafrán (Saffron City): Ekans, Sandshrew, Lapras, Hitmonchan y Hitmonlee
- Isla Canela (Cinnabar Island): Ponyta, Koffing, Grimer, Tangela, Vulpix, Aerodactyl y Magmar
- Meseta Añil (Indigo Plateau): Geodude, Machop, Onix, Ditto, Moltres y Mewtwo

Conseguir a Mew (Tableros Rojo y Azul)
Tienes que completar el Bonus de Mewtwo más de dos veces (aparece después de completar los dos bonus anteriores, Diglett y Gengar en el Tablero Rojo y Meowth y Seel en el Tablero Azul) en una misma partida y llegar a la Meseta Añil (si ya estabas en la Meseta Añil, puedes completar todos los bonus estando anteriormente). Luego debes encender las tres flechas de captura (pasando la bola por el pasillo de la derecha tres veces). Cuando las hayas encendido, tienes que introducir la bola en el Pokémon de arriba a la derecha (Bellsprout en el Tablero Rojo y Shellder en el Azul). Así tendrás la oportunidad de capturar un Pokémon. La probabilidad de que aparezca Mew es de 1 entre 16.
Realmente no podrás coger a Mew, pues aunque le golpees no aparecerán las letras de CO-GE-LO (sólo obtendrás un bonus de puntuación por cada golpe que le des). Quedará grabado automáticamente en la Pokédex si no pierdes la bola mientras aparezca Mew.

## Secuela
Pokémon Pinball: Rubí y Zafiro es la secuela directa de "Pokémon Pinball". La mayor diferencia entre ambos es la disposición de los Pokémon a capturar. Mientras en el "Pokémon Pinball" original se capturan Pokémon de la primera generación, en "Pokémon Pinball: Rubí y Zafiro" se capturan Pokémon de la tercera generación disponibles en Rubí y Zafiro. Como bonus, Chikorita, Cyndaquil, Totodile y Aerodactyl también están disponibles. Además, Jirachi puede ser capturado bajo circunstancias especiales, mientras que a Deoxys es imposible capturarlo.
- Datos: Q2029195